# 克氏阿根廷綿鳚
克氏阿根廷綿鳚，為輻鰭魚綱鱸形目绵鳚亞目绵鳚科的其中一種，分布於西南大西洋區的阿根廷海域，屬深海底棲性魚類，棲息深度在水深640－800公尺，體長可達30.1公分。